# پاپاگو (آریزونا)
پاپاگو (به انگلیسی: Papago) یک منطقهٔ مسکونی در ایالات متحده آمریکا است که در آریزونا واقع شده است. پاپاگو ۲۰۰ متر بالاتر از سطح دریا واقع شده است.